# Koppel (orgel)
För andra betydelser, se Koppel
Koppel är en anordning i framförallt en orgel eller cembalo, som gör att en manual blir spelbar från en annan manual (manualkoppel) eller pedal (pedalkoppel). På detta sätt kan man få fler stämmor att klinga samtidigt än utan koppel.